# 村上恭一 (哲学者)
村上 恭一（むらかみ きょういち、1936年 - ）は、日本の哲学研究者、法政大学名誉教授。

## 来歴
愛媛県生まれ。1968年早稲田大学大学院博士課程満期退学(西洋近代哲学専攻)。大阪学院大学講師、法政大学教養部助教授、教授、文学部教授、1986年デンマーク・コペンハーゲン大学客員教授。2007年法大を定年、名誉教授。
2015年11月瑞宝中綬章受章。

## 著書
- 『論理学叙説』成文堂 1971
- 『哲学の諸問題』成文堂 1972
- 『哲学講義』成文堂 1996
- 『論理学講義 真に思惟することへの手引き』成文堂 1998
- 『倫理学講義 善く生きる知恵を学ぶための手引き』成文堂 2003
- 『哲学史講義』成文堂 2010

### 翻訳
- ラードゥリ=ザトゥロフスキー『安藤昌益の世界 18世紀の唯物論者』雄山閣出版 1982
- G.W.F.ヘーゲル『惑星軌道論』法政大学出版局・叢書ウニベルシタス 1991
- オリヴィエ・コーリー『キルケゴール』小林正巳共訳 白水社 文庫クセジュ 1995
- 『ヘーゲル初期哲学論集』平凡社ライブラリー 2013
- キルケゴール『新訳 不安の概念』平凡社ライブラリー 2019